# 1294
سنة 1294 كانت سنة بسيطة تبدأ يوم الجمعة (الرابط يظهر نموذج التقويم الكامل للسنة) من التقويم اليولياني.

## أحداث
آسيا:
18 كانون الثاني:
- وفاة كوبلاي خان ؛ بحلول هذا الوقت ، تعمق الفصل بين الخانات الأربع للإمبراطورية المغولية (خانات تشاجاتاي في آسيا الوسطى ، والقبيلة الذهبية في روسيا ، والإيلخانات في بلاد فارس ، وسلالة يوان في الصين).

## مواليد
- ابن عقيل عالم بالنحو والعربية من أئمة النحاة
- ابن قاضي الجبل عالم مسلم وفقيه حنبلي
- جوانا من فالوا، كونتيسة هينو شقيقة لـ ملك فيليب السادس ملك فرنسا، وأم في القانون لـ إدوارد الثالث ملك إنجلترا.
- سيمونيدا
- شارل الرابع سياسي فرنسي

## وفيات
- صفي الدين الأرموي
- روجر باكون
- محمد بن أحمد الخويي